# Colina (municipalité)
Pour les articles homonymes, voir Colina.
Colina est l'une des 25 municipalités de l'État de Falcón au Venezuela. Son chef-lieu est La Vela de Coro. En 2011, la population s'élève à 41 510 habitants.

## Géographie

### Subdivisions
La municipalité est divisée en cinq paroisses civiles avec, chacune à sa tête, une capitale (entre parenthèses) :
- Acurigua (Acurigua) ;
- Guaibacoa (Guaibacoa) ;
- La Vela de Coro (La Vela de Coro) ;
- Las Calderas (Las Calderas) ;
- Macoruca (El Moyepo).